# Back from Cali

Back from Cali est le deuxième single extrait de l'album Slash du guitariste Slash après By The Sword. "Back from Cali" est une des deux chansons de l'album chantées par Myles Kennedy, l'autre étant "Starlight".

## Histoire
"Back from Cali" a été enregistrée en mars 2010 et ajoutée sur l'album à la toute dernière minute après que Myles Kennedy ait fait forte impression sur Slash. Depuis, le chanteur a intégré le groupe de tournée de Slash, et "Back from Cali" et "Starlight" sont régulièrement jouées en direct lors de la tournée mondiale du guitariste en 2010.

## Crédits
- Slash - guitares
- Myles Kennedy - chant
- Chris Chaney - basse
- Josh Freese - batterie et percussions